# Przedwzmacniacz

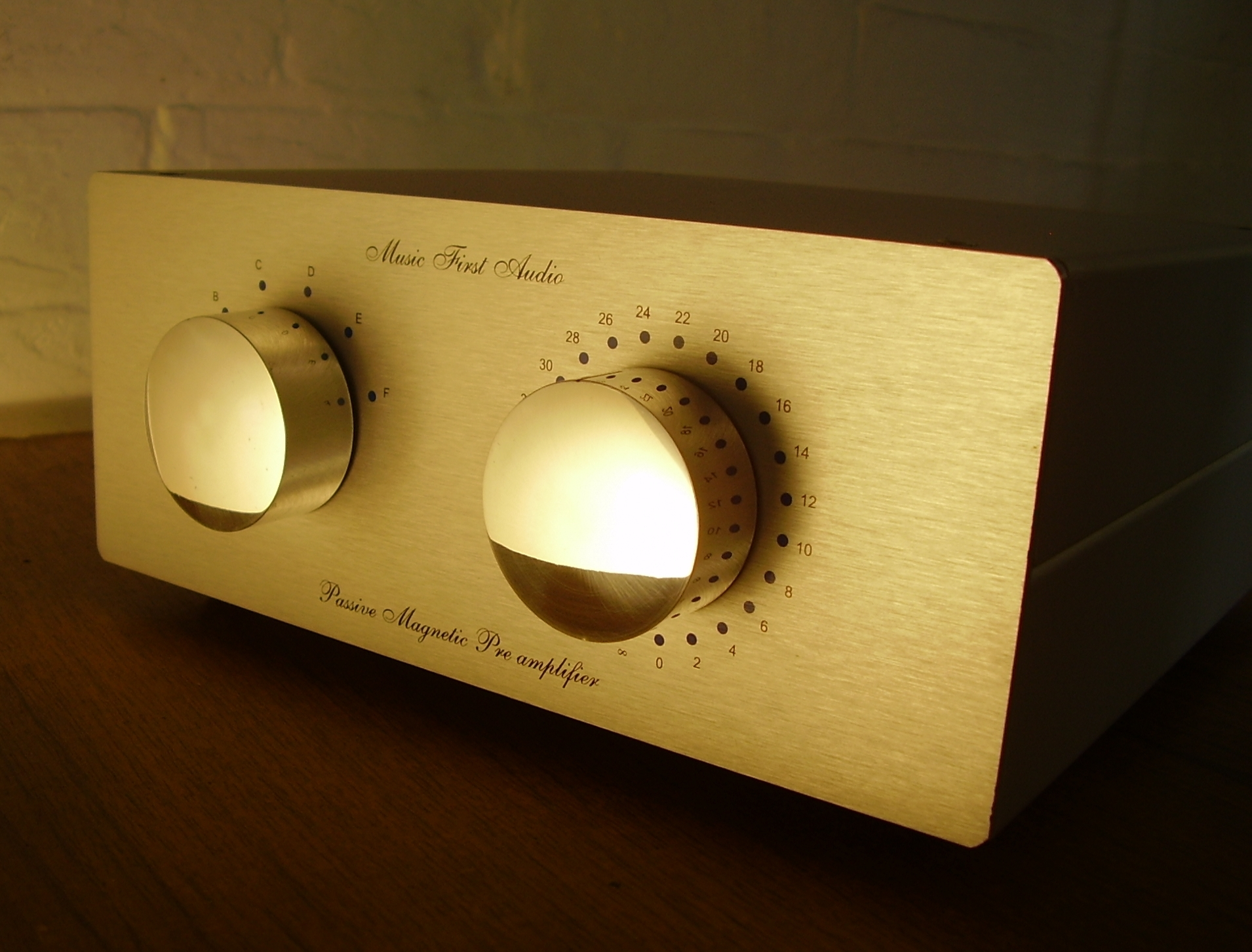
Przykładowy przedwzmacniacz elektroakustyczny "high-end".

Przedwzmacniacz (ang. preamplifier) – w elektroakustyce, wzmacniacz, którego zadaniem jest wzmocnienie wstępne sygnału elektroakustycznego przed jego skierowaniem do kolejnych stopni toru elektroakustycznego.
Przedwzmacniacz najczęściej jest zintegrowany wewnątrz większego urządzenia, takiego jak np. wzmacniacz elektroakustyczny, wzmacniacz instrumentalny, mikser, elektrofony.
Przedwzmacniacz może też być niezależnym elementem toru elektroakustycznego, umieszczonym we własnej obudowie z zasilaczem, co jest rozwiązaniem spotykanym najczęściej w segmencie rynkowym high-end sprzętu elektroakustycznego.
Popularne przedwzmacniacze elektroakustyczne to np. przedwzmacniacz mikrofonowy i przedwzmacniacz gramofonowy.